# ميغابايت
ميجابايت (اختصارًا MB) كلمة تتكون من مقطعين ميجا وتعني العدد مليون (6 أصفار) وبايت. الميجابايت هي وحدة قياس لسعة التخزين في الحاسوب.
سعة الميجابايت:
- عملياً يساوي 106 يساوي 1000000 بايت (1000 كيلوبايت).
- ثنائياً يساوي 220 يساوي 1,048,576 بايت (1024 كيلوبايت).[3]
- 1 ميجابايت = مليون بايت.

## العلاقة بين البايتوبت
- تسمى كل ثمانية بتات (مجتمعة) بايت (Byte).
- البت عبارة عن خانة واحدة من نظام عد ثنائي وله احتمالين فقط (أو وضعين)، فإما أن يكون البت 0 أو يكون 1.

وعلى هذا الأساس يكون :
1 ميقابت = 1.000.000 بت
وهذه تعادل 124.000 بايت
- وفي الاصطلاح الإنجليزي يفرق بين ميجابايت MByte أوMB وميقابت Mbit أو Mb